# Rogelio Durán
Rogelio Durán, meglio conosciuto come Rogelio Dabargos o Rogelio de Badajoz (Badajoz, 10 novembre 1953 – Gustavsberg, 4 novembre 2006) è stato un cantante spagnolo di flamenco, di origine prevalentemente gitana. È il padre dell'attrice svedese Noomi Rapace, famosa per il ruolo di Lisbeth Salander nei film della serie «Trilogia Millennium», basati sui romanzi omonimi dello scrittore Stieg Larsson.

## Biografia
Rogelio Duran fu interessato sin da giovane alla musica e al teatro. All'età di 18 anni si trasferì da Badajoz a Madrid dove si sposò con Silvia Vivó, figlia dell'attore spagnolo José Vivó, anche se il matrimonio durò per poco. Successivamente viaggiò in diversi paesi d'Europa impegnato in spettacoli di flamenco e si stabilì in Svezia, dove fu professore di canto e interpretazione presso il Centro di Arte Drammatica di Stoccolma, formando un gruppo di flamenco con il quale viaggiò in diversi paesi del Sud America.
Realizzò delle registrazioni di flamenco fusion insieme ad artisti svedesi come Erik Steen e fu uno degli interpreti che  partecipò al disco Navidad Flamenca en Danimarca pubblicato nell'anno 2004 da Cope Records. Lavorò anche come attore in varie produzioni, come nei film Babas bilar (2006) e Komplett galen (2005).